# Morvilliers (Eure y Loir)
 Morvilliers  es una población y comuna francesa, en la región de  Centro, departamento de Eure y Loir, en el distrito de Dreux y cantón de La Ferté-Vidame.

## Demografía
| 143 | 107 | 105 | 90 | 104 | 129 |
| Para los censos de 1962 a 1999 la población legal corresponde a la población sin duplicidades (Fuente: INSEE [Consultar]) |     |     |    |     |     |